# Newen Afrobeat
Newen Afrobeat es una banda chilena de estilo Afrobeat creada en 2010. Se basa en la herencia musical del cantante nigeriano Fela Kuti. Newén significa fuerza en mapundungun.

## Historia
Su primer álbum, homónimo, se lanzó en 2013. Su estilo se inspira del Afrobeat de Fela Kuti y su repertorio incluye algunas versiones de canciones del músico nigeriano. Así es que en 2017 editaron su segundo trabajo, un EP titulado Newen plays Fela.
La música de Newén Afrobeat se destaca también por la influencia de las raíces indígenas de su propio país. Sus conciertos son actos militantes en apoyo a la causa Mapuche. En 2019 editaron su tercer disco, Curiche.
El 16 de diciembre de 2019, en el contexto del estallido social, realizaron una espontánea funa a la presidenta de la UDI Jacqueline van Rysselberghe, en el vuelo de regreso a Santiago desde Concepción.

## Discografía
- 2014: Newen Afrobeat
- 2017: Newen plays Fela (EP)
- 2019: Curiche
- 2021: Newen plays Fela Vol. II (EP)